# پیترو فررو (بازیکن فوتبال)
پیترو فررو (انگلیسی: Pietro Ferrero; ۲۳ آوریل ۱۹۰۵ – ۱ ژانویهٔ ۲۰۰۰) بازیکن فوتبال اهل ایتالیا بود.
از باشگاه‌هایی که در آن بازی کرده‌است می‌توان به باشگاه فوتبال یوونتوس و باشگاه فوتبال سمپدوریا اشاره کرد.